# Robert Leckie
Robert Leckie (Filadèlfia, 1920-2001) va ser un autor nord-americà de llibres populars sobre història militar dels Estats Units d'Amèrica. De jove va servir a la 1a Divisió de Marines durant la Segona Guerra Mundial. Les seves experiències com a ametrallador a Guadalcanal van influir molt en la seva obra.
L'abril de 2007 es va anunciar que les memòries de guerra de Leckie, Helmet for My Pillow, junt amb el llibre d'Eugene B. Sledge With the Old Breed, formarien la base de la sèrie de la HBO The Pacific, la successora a Band of Brothers.
Leckie continua sent un autor popular. Té més de trenta-cinc obres, moltes de les quals es continuen reimprimint. Usa un estil directe al descriure el context i les accions de batalla.
Leckie ha estat criticat per alguns historiadors per manca de rigor, sobretot per no usar notes al peu de pàgina. També ha estat descrit com a "políticament incorrecte" per la seva descripció dels enemics dels EUA i dels nadius nord-americans.

## Llibres
- The Wars of America; Harper Collins, 1968 (1998 edició ISBN 0-7858-0914-7)
- George Washington's War: The Saga of the American Revolution; Harper Collins, 1992, ISBN 0-06-016289-9 (Butxaca ISBN 0-06-092215-X)
- From Sea to Shining Sea: From the War of 1812 to the Mexican-American War, the Saga of America's Expansion; HarperPerennial, 1994, ISBN 0-06-016802-1 (Butxaca ISBN 0-06-092254-0)
- None Died in Vain: The Saga of the Civil War; HarperPerennial, 1990 ISBN 0-06-016280-5 (Butxaca ISBN 0-06-092116-1)
- Delivered From Evil: The Saga of World War II; HarperPerennial, 1987, (Butxaca ISBN 0-06-091535-8)
- Conflict: The History of the Korean War, 1950-53, 1996
- The Wars of America: From 1600 to 1900; Harper Collins, 1998, ISBN 0-06-012571-3 (Butxaca ISBN 0-06-092409-8)
- A Few Acres of Snow: The Saga of the French and Indian Wars; Wiley & Son, 2000, ISBN 0-471-24690-5 (Butxaca ISBN 0-471-39020-8)
- Challenge for the Pacific: The Bloody Six-Month Battle of Guadalcanal; Doubleday & Company, 1968 (Butxaca ISBN 0-306-80911-7)
- Okinawa: The Last Battle of World War II ; Viking Press, 1995, ISBN 0-670-84716-X
- The General; I Books (April 2, 2002), 1991, ISBN 0-7434-4461-2